# Август, моята дама не знае за теб
„Август, моята дама не знае за теб“ (на италиански: Agosto, donne mie non vi conosco) е италианска комедия от 1959 година на режисьора Гуидо Малатеста с участието на Лорела Де Лука, Рафаеле Пизу и Мемо Каротенуто.

## Сюжет
Марио (Рафаеле Пизу) е влюбен в Анна (Лорела Де Лука), но крие от нея окаяното си финансово състояние. По настояване на бащата на момичето Оресте (Мемо Каротенуто) двамата организират годеж, на който присъства цялата фамилия на Анна, и тогава той разбира, че Марио е обикновен чиновник. За да не се злепостави пред семейството, Оресте принуждава Марио да напусне дъщеря му. Разочарован, Марио заедно с най-добрите си приятели Нандо (Габриеле Тинти) и Филипо (Ренато Специали) заминават за морето, за да търсят приключения и Марио да забрави за Анна. Планът им се проваля и тримата се връщат обратно: бащата на Анна се съгласява на женитбата, убеден от богатата леля на Марио.

## В ролите
- Лорела Де Лука като Анна Морикони
- Рафаеле Пизу като Марио
- Мемо Каротенуто като Оресте Морикони
- Габриеле Тинти като Нандо
- Ивет Масон като Жанет
- Ренато Специали като Филипо
- Карло Кампанини като чичо Ромеро
- Тамара Лийс като мистериозната леля на Марио
- Джани Ризо като собственика на нощния клуб
- Мария Луиза Роландо като Изабела[2]